# 桂米裕
桂 米裕（かつら よねひろ、1963年7月24日 - ）は大阪府大阪市城東区出身の落語家、僧侶（岡山県矢掛町多聞寺住職、圀勝寺住職）。出家後の本名は吉田 宥禪（よしだ ゆうぜん）。所属事務所は米朝事務所（米朝一門）。上方落語協会会員。

## 来歴
桃山学院大学在学中は落語研究会に所属し活動。また、桑原ふみ子のもとで寄席三味線も習っていた。大学を中退後、1984年、桂米朝に入門。当初は桂朝丸（現：桂ざこば）に弟子入りを志願したが、朝丸の薦めにより、米朝に弟子入りする。
現在の妻と結婚する際、妻の実家である寺院を継ぐことを条件にされたことから、1992年に高野山真言宗で出家。1993年、高野山専修学院を卒業。2002年、高野山真言宗の本山布教師に就任。
落語を演じるが、時と場合によっては、僧侶であることを生かして「坊主漫談」と称して漫談でも高座に上がることもある。

## 受賞歴
- 1991年 「ABCお笑い新人グランプリ」優秀新人賞

## 出演番組

### 現在出演中の番組
- 「拝、ボーズ!!」 （エフエムくらしき）

### 過去の出演番組
- 「田中星児のクイズ探検隊」 （瀬戸内海放送 1994年10月 - 1998年3月）
- 「何を描く僧 ほほえみ堂」 （倉敷ケーブルテレビ）
- 「きくへんろ。」（エフエムくらしき）
- 「日本人のおなまえ」」（NHK総合、2021年11月11日）